# Flixton (The Saints)
Flixton – wieś i civil parish w Anglii, w hrabstwie Suffolk, w dystrykcie East Suffolk. Leży 45 km na północ od miasta Ipswich i 147 km na północny wschód od Londynu. W 2011 roku civil parish liczyła 176 mieszkańców. Flixton jest wspomniana w Domesday Book (1086) jako Flixtuna.